# Bruno Kreisky
Bruno Kreisky, né le 22 janvier 1911 à Vienne et mort le 29 juillet 1990 à Vienne, est un homme d'État autrichien membre du Parti socialiste d'Autriche (SPÖ).
Issu de la bourgeoisie juive de Vienne, il s'engage dès l'adolescence dans le mouvement socialiste. Il passe dans la clandestinité lors de l'instauration de la dictature austrofasciste d'Engelbert Dollfuss huit ans plus tard. Il est arrêté en 1935 puis relâché en 1936. De nouveau emprisonné en 1938, il est une fois encore libéré et fuit en Suède.
Au cours de la Seconde Guerre mondiale, il organise les réseaux d'Autrichiens émigrés par l'intermédiaire de l'Association des Autrichiens de Suède. Il revient en Autriche en 1946 et devient cinq ans plus tard le chef de cabinet du président fédéral Theodor Körner.
En 1953 il est nommé secrétaire d'État auprès du ministre fédéral des Affaires étrangères Karl Gruber. Il joue donc un rôle-clé dans l'élaboration du traité d'État qui rétablit la souveraineté de l'Autriche. Il est choisi en 1959 comme nouveau ministre fédéral des Affaires étrangères et conserve cette fonction près de sept ans.
Après que le SPÖ a été renvoyé dans l'opposition en 1966, il en prend la direction en 1967 et s'attache à en moderniser le programme avec l'appui d'experts. Vainqueur à la majorité relative des élections de 1970, il forme un gouvernement minoritaire appuyé par le FPÖ et accède à 59 ans aux fonctions de chancelier fédéral.
Il remporte ensuite trois majorité absolues consécutives, en 1971, 1975 et 1979. À la tête du gouvernement fédéral pendant 13 ans, il mène une politique qui allie réformes de société et progrès socio-économique. Sur la scène internationale, il profite de la neutralité autrichienne pour jouer un rôle de pont entre les deux blocs alors en pleine Guerre froide.
Il se retire de la vie politique en 1983, après que le SPÖ a perdu sa majorité absolue au Conseil national. Il cède toutes ses responsabilités à son bras droit Fred Sinowatz. Il reçoit l'année suivante une greffe de rein, et meurt en 1990, à l'âge de 79 ans. Son mandat de 13 ans à la direction de l'exécutif autrichien en fait le chancelier le plus durable de toute la République d'Autriche.

## Carrière
Bruno Kreisky, né à Vienne dans les dernières années de la Double monarchie, est le fils d'un fabricant de vêtements. Fils de la bourgeoisie juive viennoise, il rompt avec son milieu en adhérant très jeune - à 15 ans - à l'association des lycéens socialistes, puis aux Jeunesses ouvrières socialistes. La fin de ses études de droit, durant lesquelles il a poursuivi son activité militante, coïncide avec l'interdiction du parti social-démocrate par le chancelier Engelbert Dollfuss. Il décide alors de rejoindre le mouvement clandestin qui se met en place.
Arrêté en janvier 1935 en compagnie de nombreux camarades socialistes et de deux communistes, il est inculpé de "haute trahison", mais finalement relâché après un procès en mars 1936, où il prononce un discours pour la défense de ses camarades qui retiendra l'attention internationale (Leon Blum aurait dit que « le discours de l'accusé d'aujourd'hui est celui du ministre de demain »[réf. nécessaire]). Après l'Anschluss, emprisonné, menacé de déportation, puis relâché, il décide d'émigrer en Suède, où il demeurera jusqu'en 1946, organisant les réseaux d'émigrés autrichiens de tous horizons politiques et fondant "l'Association des Autrichiens de Suède". Il revient rapidement à Stockholm, ville où le nouveau gouvernement autrichien lui demande de mettre sur pied l'ambassade autrichienne, ce qui est chose faite en février 1957. Il y rencontre Willy Brandt.
En 1951, le président fédéral Theodor Körner fait de Kreisky son chef de cabinet et principal conseiller politique. Nommé sous-secrétaire d'État aux affaires étrangères en 1953, il participe activement aux négociations préalables à la signature du traité d'État dit "du Belvédère", signé en 1955, qui met fin à l'occupation quadripartite, marque le retour de l'Autriche à la pleine souveraineté et consacre le choix de la neutralité voulu par le pays et ses dirigeants.
Lors des élections de 1956, Bruno Kreisky est élu pour la première fois à la chambre basse du parlement autrichien, le Nationalrat, sous l'étiquette du SPÖ. Il accède également au comité central du parti, en 1957.
Après les élections de 1959, il devient ministre des affaires étrangères du cabinet de grande coalition (ÖVP-SPÖ) du chrétien-démocrate Julius Raab et jouera notamment un rôle important dans le cadre de la création de l'AELE, à laquelle l'Autriche adhère en 1960.
Les chrétiens-démocrates de Josef Klaus emportant la majorité absolue aux élections de 1966, il doit quitter le gouvernement et se consacre à la rénovation du SPÖ, à la tête duquel il est élu en 1967, par les grandes "KommissionsReformen" où se réunissent près de 1400 experts, afin de fonder le nouveau programme du SPÖ.
Sous son impulsion, les sociaux-démocrates emportent une majorité relative aux élections de 1970. Kreisky devient alors Chancelier d'un gouvernement minoritaire. Afin d'asseoir sa majorité, il organise avec succès de nouvelles élections en octobre 1971, le SPÖ obtenant la majorité absolue des sièges. Le gouvernement Kreisky sera aisément reconduit lors des échéances électorales de 1975 et 1979. 
Devenant âgé et de plus en plus préoccupé par les questions internationales, il est mis en minorité lors des élections de 1983 : les socialistes demeurent le premier parti d'Autriche, mais doivent se résoudre à former une coalition. Affecté par cette défaite et commençant à souffrir de problèmes de santé, Kreisky préfèrera se retirer et laisser sa place à Fred Sinowatz, son ministre de l'éducation.
Nommé Président d'honneur du SPÖ, il ne ménagera pas ses conseils et critiques à la nouvelle direction du parti. 
Cependant, sa santé décline assez rapidement : en 1984, il doit subir une greffe de rein et décède en 1990. Son épouse Vera est décédée en 1988.

## Chancelier fédéral (1970-1983)
La politique menée par Kreisky en tant que chancelier se caractérisera par son libéralisme quant aux questions de société, et par son réformisme économique.
Dans un pays profondément marqué par le conservatisme et la tradition catholique, Bruno Kreisky va imposer d'importantes réformes libérales, notamment dans le domaine de la famille et de la justice. Il décriminalisera en particulier l'avortement et l'homosexualité et tentera de laïciser l'État autrichien, trouvant dans cette dernière tâche le soutien de l'archevêque de Vienne, le progressiste cardinal Franz König. Enfin, il accordera des facilités linguistiques aux minorités slaves résidant sur le territoire autrichien (obligations liées au Traité d'État de 1955).
Dans le domaine économique, il imposera la semaine de 40 heures, l'égalité de traitement homme/femme dans le domaine professionnel et mènera une politique d'augmentation des salaires et du pouvoir d'achat. Entre 1974 et 1978, il lancera un programme nucléaire d'envergure afin de limiter la dépendance énergétique de l'Autriche, qui sera finalement abandonné après un référendum en 1978.
Enfin, au long de son mandat, Kreisky jouera un rôle croissant dans les affaires internationales, se faisant l'avocat du dialogue nord-sud et l'apôtre de la « coexistence pacifique ». Jouant de la neutralité de l'Autriche, il contribuera à faire de Vienne un pont entre les deux blocs, notamment dans le cadre des négociations sur le désarmement et les questions nucléaires. Il tentera également de promouvoir une solution négociée pour résoudre le conflit israélo-palestinien, en usant de sa double qualité de juif et de socialiste auprès des gouvernements travaillistes israéliens. S'il ne rencontra guère de succès auprès d'Israël, il développera des relations plus poussées avec Anouar el-Sadate et l'OLP, il fut entre autres le premier chef de gouvernement d'un pays occidental à recevoir Yasser Arafat, et à reconnaître l'OLP comme organe légitime de représentation des Palestiniens.

## Distinctions
- Grand-croix de l'ordre du Christ